# Pestalotiopsis matildae
Pestalotiopsis matildae är en svampart som först beskrevs av Richatt, och fick sitt nu gällande namn av S.J. Lee & Crous 2006. Pestalotiopsis matildae ingår i släktet Pestalotiopsis och familjen Amphisphaeriaceae.   Inga underarter finns listade i Catalogue of Life.